# 이범준 (1928년)
이범준(1928년 5월 30일~2007년 11월 30일)은 대한민국의 정치인이다. 제11·12대 국회의원을 지냈으며 제32대 교통부장관을 지냈다.

## 역대 선거 결과
|  | 55.01% |

|  | 48.82% |